# Kasey Keller
Kasey C. Keller (* 29. November 1969 in Olympia, Washington) ist ein ehemaliger US-amerikanischer Fußballtorhüter.

## Vereinskarriere
Seine Karriere hatte Keller beim Team der Portland Timbers begonnen, bevor er während der Saison 1990/91 zum FC Millwall in die englische Premier League wechselte. Nach fünf Jahren ging er zur Saison 1996/97 zu Leicester City. Von dort führte ihn sein Weg in der Saison 1999/2000 nach Spanien zu Rayo Vallecano. Er wechselte im August 2001 zurück in die englische Premier League zu Tottenham Hotspur. Zur Saison 2004/05 wurde er zum FC Southampton ausgeliehen und war dort Ersatzkeeper.
In der Winterpause der Saison 2004/05 ging er in die Fußball-Bundesliga zu Borussia Mönchengladbach. Dort hatte er anfangs noch Eingewöhnungsprobleme, hatte jedoch am Ende der Saison zum Klassenerhalt der Borussia beigetragen. Nachdem Trainer Dick Advocaat den Trainerposten bei der Borussia geräumt hatte, hütete er auch in der Saison 2005/06 das Tor von Borussia Mönchengladbach. Für die Saison 2006/07 wurde er von seinen Mitspielern zum Mannschaftskapitän gewählt. Sein Vertrag in Mönchengladbach lief am 30. Juni 2007 aus. Keller absolvierte insgesamt 78 Bundesligaspiele für die Borussia. Die Fans gaben ihm den Spitznamen „The Wall“.
Kurz vor Ende der Transferphase im Sommer 2007 unterschrieb Keller einen Vertrag beim Premier-League-Club FC Fulham. Für die Season 2009 schloss er sich in der Major League Soccer dem neuen Franchise Seattle Sounders an. Er stand beim ersten Spiel der Sounders in der MLS am 19. März 2009 im Tor. Die Mannschaft gewann 3:0 gegen die New York Red Bulls. Außerdem gewann er mit den Sounders den US Open Cup im Jahr 2009 und 2010.
Keller beendete am 3. November 2011 nach dem Ausscheiden im Viertelfinale gegen Real Salt Lake seine Karriere.

## Nationalmannschaft
Keller durchlief verschiedene Jugend- und Juniorennationalmannschaften der Vereinigten Staaten. Er nahm unter anderem 1987 und 1989 an der Junioren-Fußballweltmeisterschaft teil.
Für die USA bestritt der Torwart 102 A-Länderspiele, von denen er 52 Partien gewann. Er war bis zum 26. Juni 2014 Rekordtorhüter der USA und wurde dann von Tim Howard mit dessen 103. Länderspiel abgelöst.
Keller nahm an den Fußballweltmeisterschaften 1990, 1998, 2002 und 2006 teil, kam jedoch nur 1998 und 2006 zum Einsatz. In den Jahren 1997, 1999 und 2005 wurde er zum Fußballer des Jahres in den USA gewählt. Beim Fußballturnier bei den Olympischen Sommerspielen 1996 war Keller als einer der drei zulässigen älteren Spieler Stammtorhüter der Olympiamannschaft der Vereinigten Staaten.
Mit der Nationalmannschaft der USA gewann Keller den CONCACAF Gold Cup 2005 und 2007. Nach diesem Turnier trat er aus der Nationalmannschaft zurück.

## Privates
- Nach seinem Wechsel zu Borussia Mönchengladbach erfüllte sich Keller einen Kindheitstraum und zog mit seiner Familie in eine alte Ritterburg, Haus Donk, in Tönisvorst.
- Die amerikanische Pop-Band Barcelona hat ein Lied über Keller geschrieben.
- In seiner Heimatstadt Lacey im Bundesstaat Washington wurde eine Straße nach ihm benannt. Sie liegt in der Nähe seiner alten High School „North Thurston High School“.